# São Lázaro (Macapá)
São Lázaro é um bairro do município brasileiro de Macapá, capital do estado do Amapá. Segundo o censo demográfico de 2022, realizado pelo Instituto Brasileiro de Geografia e Estatística (IBGE), sua população era de 6 038 habitantes e havia 1 672 domicílios particulares permanentes ocupados.
De acordo com o IBGE, em 2010 a população era de 21 965 habitantes e havia 5 241 domicílios particulares.
O surgimento do bairro se deu entre as décadas de 1970 e 80, crescendo às margens da BR-156 e abrigando principalmente pessoas que vinham de outras cidades à procura de melhores condições de vida e renda em Macapá.